# Radomir Vešović
Radomir Vešović, cyr. Радомир Вешовић (ur. 6 kwietnia 1871 we wsi Lijeva Rijeka, zm. 27 września 1938 w Slavonskim Šamacu) – czarnogórski generał w okresie wojen bałkańskich i I wojny światowej.

## Życiorys
Był synem Luki Vešovicia. Uczył się początkowo w Cetynii, a w 1890 ukończył szkołę wojskową w Modenie. W 1911 w stopniu brygadiera objął dowództwo na Brygadą Vasojević. W czasie I wojny bałkańskiej dowodził jednostkami czarnogórskimi, które opanowały Plav, Gusinje i Dečani, za co Vešović otrzymał awans na stopień generalski. Brał udział w oblężeniu Szkodry, gdzie został dwukrotnie ranny. Pod koniec 1913 objął stanowisko komendanta wojskowego Metohii.
Po wybuchu I wojny światowej, jako dowódca Pułku Staroserbskiego stacjonował na granicy z Albanią. Sprzeciwił się rozkazowi królowi Mikołajowi I i na czele podległych mu oddziałów 27 czerwca 1915 opanował Szkodrę. Po klęsce Czarnogóry i w czasie jej okupacji przez Austro-Węgry, Vešović przygotowywał powstanie, planowane na wiosnę 1916. Po odkryciu planów powstania 14 czerwca 1916 Vešović został aresztowany wraz z dwoma braćmi. W samochodzie, w którym ich przewożono zastrzelił oficera austro-węgierskiego i uciekł z braćmi, dołączając do jednego z oddziałów partyzanckich. Po rewolucji w Rosji zdecydował się podjąć współpracę z Austro-Węgrami – za gwarancje bezpieczeństwa miał namawiać partyzantów czarnogórskich, aby zaprzestali ataków na wojska okupacyjne. Kiedy jego misja zakończyła się niepowodzeniem został internowany w Grazu.
Po zakończeniu I wojny światowej Vešović został przyjęty do armii Królestwa SHS w randze generała dywizji. Jako zadeklarowany zwolennik dynastii Petroviciów odmówił uznania władcy z dynastii Karađorđeviciów. W 1919 został aresztowany i postawiony przed sądem w 1921 pod zarzutem przygotowania zbrojnego powstania. Mimo uznania jego winy przez sąd został zwolniony w wyniku amnestii.